# Hon-Hergies
Hon-Hergies – miejscowość i gmina we Francji, w regionie Hauts-de-France, w departamencie Nord.
Według danych na rok 1990 gminę zamieszkiwało 758 osób, a gęstość zaludnienia wynosiła 69 osób/km² (wśród 1549 gmin regionu Nord-Pas-de-Calais Hon-Hergies plasuje się na 642. miejscu pod względem liczby ludności, natomiast pod względem powierzchni na miejscu 269.).